# Plouvorn
 Plouvorn  (también en bretón) es una población y comuna francesa, situada en la región de Bretaña, departamento de Finisterre, en el distrito de Morlaix y cantón de Plouzévédé.

## Demografía
| 2630 | 2619 | 2525 | 2700 | 2584 | 2573 |
| Para los censos de 1962 a 1999 la población legal corresponde a la población sin duplicidades (Fuente: INSEE [Consultar]) |      |      |      |      |      |